# Ulrike Urbansky

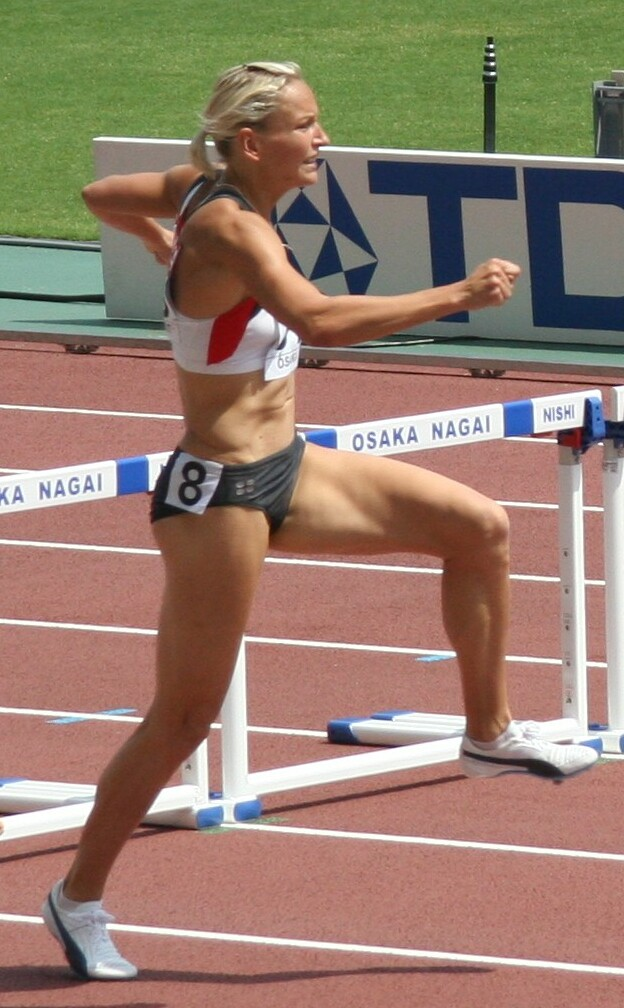
Urbansky bei den Leichtathletik-Weltmeisterschaften 2007 in Osaka

Ulrike Urbansky (verheiratete Leyckes; * 6. April 1977 in Jena) ist eine ehemalige deutsche Leichtathletin. Ihre Spezialstrecke war der 400-Meter-Hürdenlauf.
Ihr Wettkampfgewicht betrug 60 kg bei einer Körpergröße von 1,74 m. Im September 2008 heiratete sie den Zehnkämpfer Dennis Leyckes. 2009 beendete sie ihre Karriere.

## Erfolge
- Deutsche Jugendmeisterin 1992–1996
- 2. Platz bei den Junioreneuropameisterschaften 1995
- Junioren-Weltmeisterin 1996 im 400-Meter-Hürdenlauf und mit der 4-mal-400-Meter-Staffel
- Weltcupsiegerin 1998 4-mal-400-Meter-Staffel, 6. Platz Europameisterschaften 1998
- 2. Platz bei der U23-Europameisterschaften 1999
- Weltmeisterschafts-Halbfinale 1999
- Deutsche Meisterin 2000
- Halbfinale Olympia 2000 in Sydney
- 2. Platz Europacup 2000
- Halbfinale 2004 in Athen
- Deutsche Vizemeisterin 2004
- Deutsche Jahresbeste 2004
- 6. Platz Weltmeisterschaften 2005 mit der 4-mal-400-Meter-Staffel
- Deutsche Meisterin 2007
- 3. Platz Europacup 2007 400 Meter Hürden

Ihre persönliche Bestleistung beträgt 54,57 s über 400 Meter Hürden und 52,35 s über 400 Meter.